# 6-й флот (США)
Шостий флот (англ. United States Sixth Fleet) — оперативний флот ВМС США. Зоною відповідальності флоту є Середземне море і прилеглі води Атлантики, особливо підходи до Гібралтару. З 2005 район дій флоту розширений на узбережжя Африки (особливо Гвінейська затока). Дислокується в Середземному морі.
Штаб-квартира флоту тривалий час знаходилась в Гаеті в Італії, з 2004 штаб-квартиру перенесено в Лондон. Перенесення було викликане тим, що з 2004 штаб флоту діє як єдина організація зі штабом Американських морських сил у Європі. Командувач флоту одночасно є заступником командувача Американськими морськими силами в Європі. Обидва командувачі займають відповідні пости у військовій організації НАТО.
Командувач флоту (з березня 2018): віце-адмірал Ліза Франкетті (англ. Lisa M. Franchetti).
Флагман флоту: десантний/комбінований штабний корабель «Mount Whitney». Кораблі, що входять в 6-й флот, змінюються на ротаційній основі.

## Історія
Флот створено 1950 року, коли ескадру ВМС США, що перебувала в Середземному морі з часів Другої світової війни, перетворено на 6-й американський флот. Його ядро склали дві авіаносні групи. Флот брав участь в операціях «Blue Bat» (1958), «El Dorado Canyon» (1986), «Allied Force» (1999).
З 2003 структура флоту зазнала серйозних змін — до складу флоту введено всі кораблі, що перебувають між Східним узбережжям США і Суецьким каналом, проте постійно приписаний до флоту лише один корабель — його флагман «Mount Whitney».
30 жовтня 2021 року було заявлено про початок військово-морських операцій у Середземному та Чорному морях, за проведення яких відповідатимуть штаби Шостого флоту, а також військово-морські ударні сили і сили підтримки НАТО. Повідомляється що вони розташуються на командному кораблі флоту «Mount Whitney». Ціль операцій — гарантування безпеки і стабільності в регіоні. Перед цим Шостий флот анонсував направлення у Чорне море ракетного есмінця USS Porter (DDG-78). Очікувано негативною була реакція Москви.